# 諸橋轍次

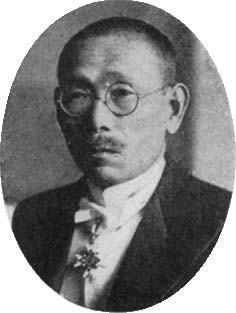
諸橋轍次

諸橋 轍次（1883年6月4日—1982年12月8日），號止軒，生於日本新潟縣南蒲原郡森町村，漢學家與漢字研究者，主編《大漢和辭典》與《廣漢和辭典》。

## 生平
其家族為直江兼續的後代。

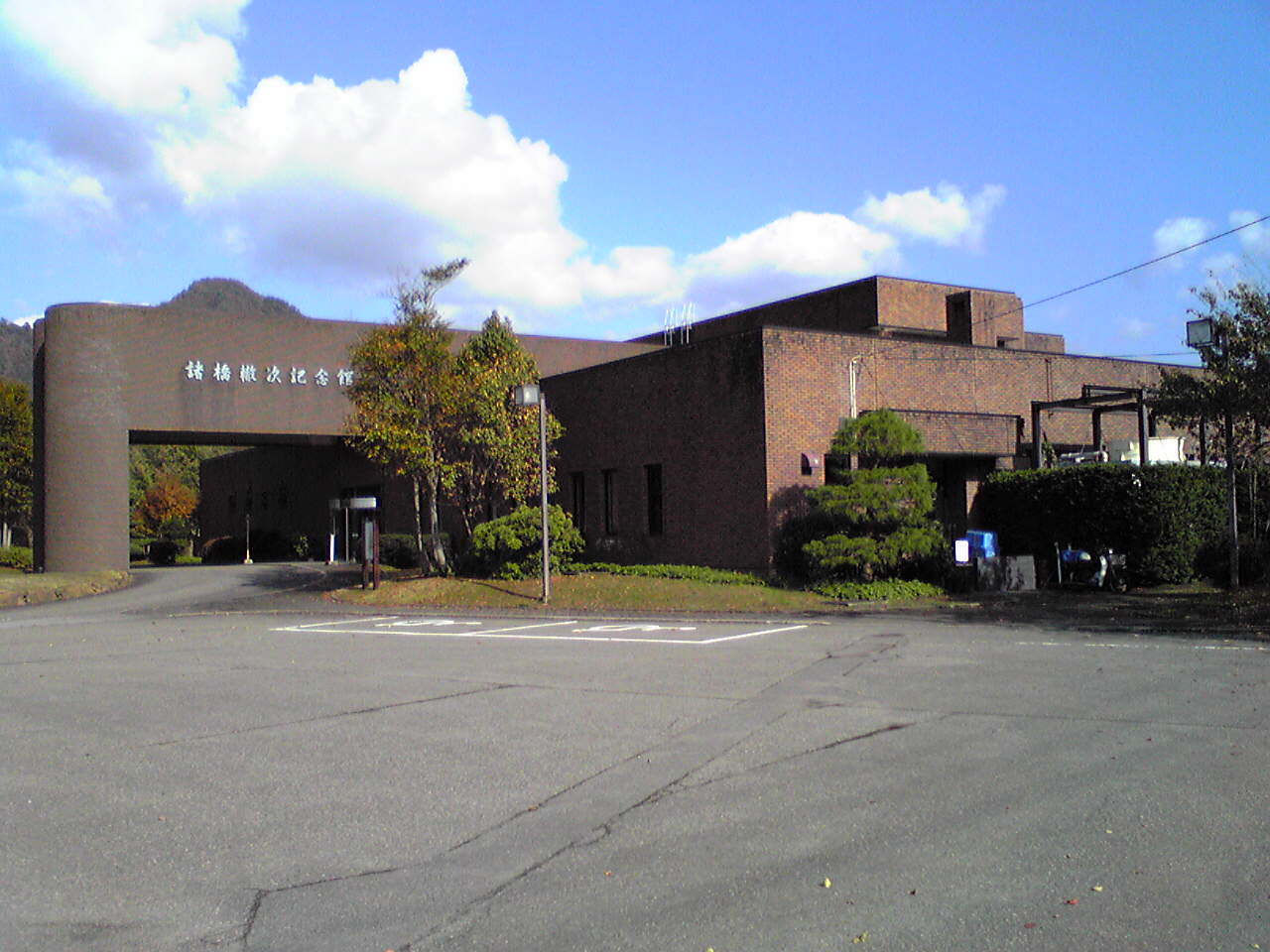
諸橋轍次記念館（新潟縣三条市下田）

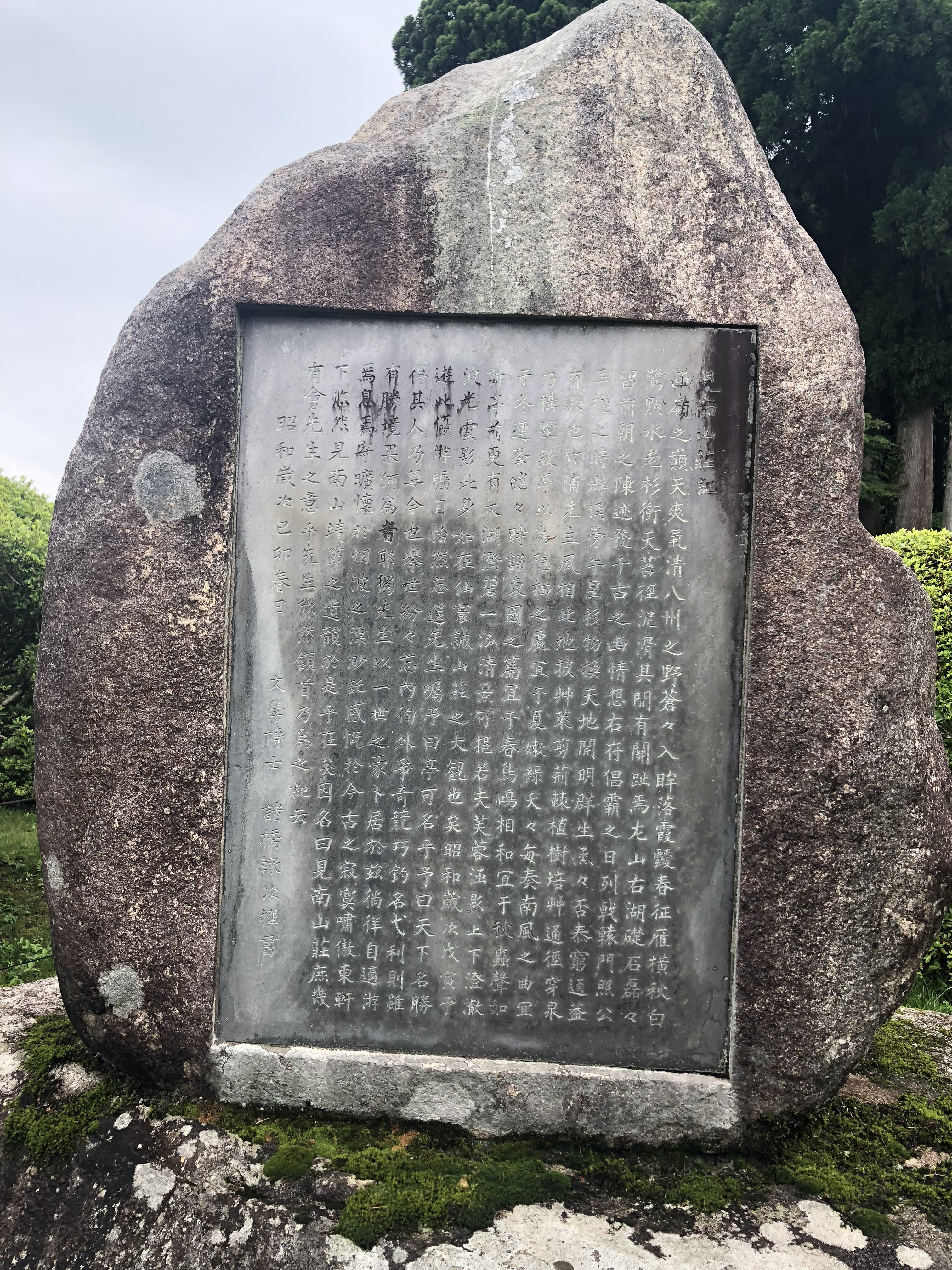
诸桥辙次于1939年在箱根所撰书《见南山庄》碑文

諸橋轍次畢業於東京高等師範學校。畢業後曾至中國留學。1925年，開始構思編寫大型漢字辭典，但直到1929年才開始動手編寫。1929年取得文學博士學位。
1925年，拜訪大修館的鈴木一平，開始構思編寫大型漢字辭典，但直到1929年才開始動手編寫。1943年，完成第一卷，因此獲得朝日賞。但1945年，由於東京大轟炸，出版社倉庫被毀，字典雕版付之一炬。戰後，校對完成卷後重新開始印刷。
1946年，右眼失明，左眼視力也惡化。1948年，擔任國學院大學教授，1949年離開。1955年，右眼接受開眼手術。
1948年，任國學院大學文学部教授。翌年退任。1957年，擔任都留文科大學校長，1959年卸任。
1960年，《大漢和辭典》全13卷完成出版。
1965年，獲頒日本文化勳章。1976年，獲勳一等瑞寶章。
1982年11月，《大漢和辭典》的精簡版《廣漢和辭典》出版印行。同年12月8日逝世。

## 外部連結
- 三条市教育委員会 諸橋轍次記念館 （页面存档备份，存于）　三条市の案内
- （日語） 大修館書店《大漢和辞典》記念室
- （日語） 三菱人物傳　諸橋轍次（上） （页面存档备份，存于）
- （日語） 三菱人物傳　諸橋轍次（下） （页面存档备份，存于）